# يوغي يو ! الوحوش المكبسلة

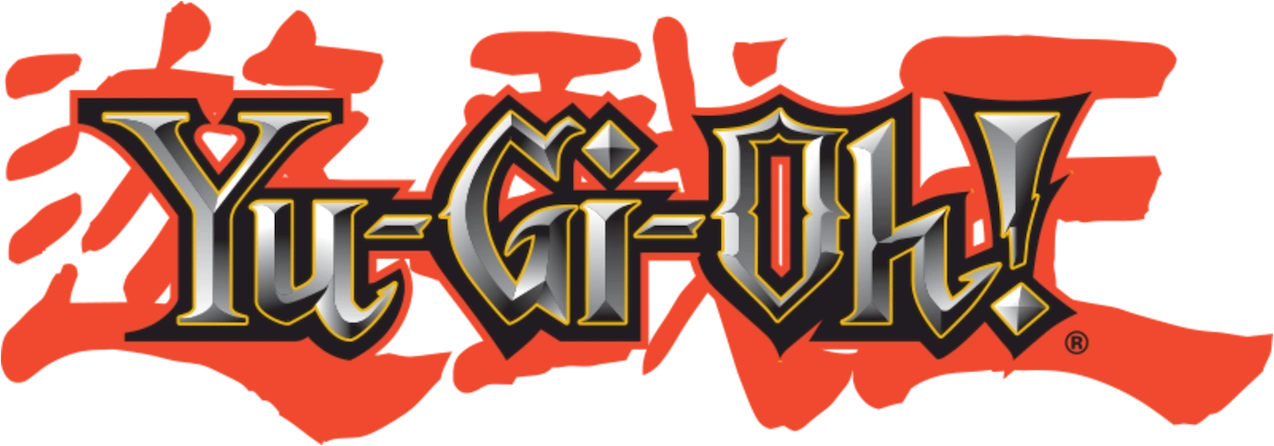
شعار سلسلة "يوغي يو!" (Yu-Gi-Oh!).

يو غي يو! الوحوش المكبسلة هي سلسلة صغيرة مكونة من اثني عشر حلقة تم إنتاجها وتحريرها من قبل شركة 4Kids Entertainment وتحريكها Studio Gallop . تعتبر جزءًا من الموسم الخامس من يوغي يو ! مبارزة الوحوش ، تجري بين أحداث الآرك الخامس «بطولة الكبرى» و «المعركة الأخيرة» (الحلقتان 198 و 199).  تم إنتاج يو غي يو! الوحوش المكبسلة حصريًا للإصدار الدولي وهي سلسلة الرسوم المتحركة الوحيدة من يوغي يو! التي لم يتم إصدارها في اليابان بلد منشأ الأنمي الأصليّ.
عرضت في أمريكا من فترة 8 سبتمبر 2006 حتي 25 نوفمبر 2006 فبذلك يعتبر الموسم الخامس في أمريكا 52 حلقة بدلا من 40 حلقة لا علاقة لها باحداث الموسم الخامس ولكن تعتبر كحلقات اضافية التي تفصل بين بطولة كايبا الكبري والمعركة الاخيرة في الموسم الخامس مسلسل تلفزيوني لم تدبلج إطلاقًا في اليابان، على الرغم من حقيقة أنه تم انتاجه بواسطة استوديو جالوب، الاستوديو الذي قام بانتاج انمي يوغي يو مبارزة الوحوش يحكي هذا الجزء عن صراع يوغي واصدقائه الذين ذهبوا الي عالم الوحوش المكبسلة وصراعهم الكبير ضد الشرير الكسندر